# قرار مجلس الأمن التابع للأمم المتحدة رقم 1238
قرار مجلس الأمن التابع للأمم المتحدة رقم 1238، المتخذ بالإجماع في 14 أيار / مايو 1999، بعد إعادة تأكيد جميع القرارات السابقة بشأن مسألة الصحراء الغربية، مدد المجلس ولاية بعثة الأمم المتحدة للاستفتاء في الصحراء الغربية حتى 14 أيلول / سبتمبر 1999 .
رحب مجلس الأمن بقبول حكومة المغرب وجبهة البوليساريو بشأن الطرائق التفصيلية لتنفيذ مجموعة تدابير الأمين العام كوفي عنان المتعلقة بتحديد هوية الناخبين وعملية الطعون والجدول الزمني المنقح للتنفيذ كجزء من خطة التسوية.
تم تمديد ولاية البعثة للسماح باستئناف عملية تحديد الهوية، وبدء عملية الطعون وإبرام جميع الاتفاقات المعلقة المتعلقة بخطة التسوية. وأيد المجلس زيادة عدد الموظفين في لجنة تحديد الهوية من 25 إلى 30 عضوا.
طُلب من الأمين العام تقديم تقرير كل 45 يومًا عن التطورات المتعلقة بخطة التسوية، لا سيما فيما يتعلق بتعاون الطرفين فيما يتعلق بتحديد هوية الناخبين والبروتوكولات المتعلقة باللاجئين والتأكيد على أن مفوضية الأمم المتحدة السامية لشؤون اللاجئين كانت تعمل في المنطقة. وبالإضافة إلى ذلك، صدرت تعليمات إلى مفوضية الأمم المتحدة لشؤون اللاجئين بتقديم تقارير عن تدابير بناء الثقة والجداول الزمنية لتنفيذها.
وأخيرا، طُلب من الأمين العام تقديم جدول زمني منقح لإجراء استفتاء بشأن تقرير المصير لشعب الصحراء الغربية والآثار المالية، وفقا لخطة التسوية.

## روابط خارجية
- نص القرار في undocs.org